# Sybille van Saksen
Sybille van Saksen (Freiberg, 2 mei 1515 - Buxtehude, 18 juli 1592) was een prinses van Saksen uit de Albertijnse linie van het huis Wettin. Door haar huwelijk met Frans I van Saksen-Lauenburg werd ze hertogin van Saksen-Lauenburg.

## Leven
Sybille was de dochter van Hendrik van Saksen (1473-1541) en Catharina van Mecklenburg (1487-1561), een dochter van hertog Magnus II van Mecklenburg-Güstrow. Ze trouwde op 8 februari 1540 met Frans I van Saksen-Lauenburg in Dresden. Dit huwelijk bleek van groot belang voor de positie van haar broer Maurits van Saksen ten tijde van de Schmalkaldische Oorlog. Het huwelijk was liefdeloos en Frans beschuldigde zijn vrouw van liefdeloze acties. In latere jaren kwamen de twee weer nader tot elkaar. In 1552 vroeg Sybille haar broer, keurvorst Maurits van Saksen, om financiële ondersteuning voor haar echtgenoot. Met het geld kon Frans wat bezittingen in Lübeck terugkopen. 
In 1588 speelde Sybille een belangrijke rol in de affaire van haar zoon Maurits. Maurits woonde in het oude klooster Abbot's House met een getrouwde vrouw van burgerlijke afkomst. Sybille overleed in 1592 in Buxtehude en werd begraven in de Kathedraal van Ratzeburg. 

## Kinderen
Frans en Sybille keren de volgende kinderen:
- Albert van Saksen-Lauenburg (1542-1544)
- Dorothea van Saksen-Lauenburg (1543-1586)
- Magnus II van Saksen-Lauenburg (1543-1603)
- Ursula van Saksen-Lauenburg (1545-1620)
- Frans II van Saksen-Lauenburg (1547-1619)
- Hendrik van Saksen-Lauenburg (1550-1585)
- Maurits van Saksen-Lauenburg (1551-1612)
- Sidonia Catharina van Saksen-Lauenburg (1553-1594)
- Frederik van Saksen-Lauenburg (1554-1586)